# Brigitte Mira
Brigitte Mira (Hamburg, 20 april 1910 - Berlijn, 8 maart 2005) was een Duitse actrice en cabaretière.

## Carrière
Brigitte Mira was de dochter van de uit Rusland geëmigreerde pianist Siegfried Mira en zijn echtgenote Elisabeth Strässner. Volgens de nationaalsocialistische denkwijze was ze een half-joodse, maar dit verborg ze met valse identiteitspapieren. Ze groeide op in Düsseldorf en startte reeds vanaf 8-jarige leeftijd met ballet- en zangonderricht. In de periode 1928/1929 werd ze als groepsdanseres onder het pseudoniem Valencia Stramm bij het Stedelijk Theater in Düsseldorf gecontracteerd en schakelde met bijna de gehele dansgroep over naar de volgende periode als lid van het danskoor van het Opernhaus Köln, waar ze meewerkte aan de allereerste opvoering van Le Sacre du printemps van Igor Stravinsky buiten de Ballets Russes. Aan het eind van de jaren 1920 debuteerde ze als zangeres in de rol van Esmeralda in Die verkaufte Braut van Bedřich Smetana in Keulen. Na de eerste verbintenis in 1931 als soubrette onder de naam Gitta Mira in Bremerhaven volgden meerdere verbintenissen met Duitstalige theaters, waaronder in 1931 het Operettentheater Leipzig, in 1932 en 1933 in Reichenberg  met zomerse verplichtingen naar Kolberg en Mariënbad, in 1934 bij de Städtische Bühnen Graz en van 1935 tot 1939 in het Kieler Stadttheater. Daar werkte ze samen met sterren als Richard Tauber, Fritzi Massary, Leo Slezak en Lizzi Waldmüller. In Hamburg was ze te zien in de première van de operette Giuditta van Franz Lehár. In 1941 ging ze naar Berlijn en werkte daar bij het Theater am Schiffbauerdam, waar haar talenten werden ontdekt door Willy Schaeffers, die ze naar het Kabarett der Komiker haalde.
Haar eerste ervaringen bij de film verzamelde Mira in de als nationaalsocialistische propaganda bedoelde serie Liese und Miese, die als bijprogramma van de Deutsche Wochenschau werd vertoond. Daarin was Liese, gespeeld door Gisela Schlüter, (in de zin van de nazi-propaganda) de goede, terwijl Miese, gespeeld door Brigitte Mira, alles verprutste, zoals luisteren naar vijandelijke zenders, schelden en zich inlaten met spionnen. Ze speelde die rol zo goed, dat het propagandaministerie de serie na 10 afleveringen beëindigde. 
Na het einde van de Tweede Wereldoorlog speelde Mira in het Theater am Schiffbauerdamm, in opvoeringen van Walter Felsenstein in het Hebbel-Theater, later bij de Komische Oper in Berlijn. Ze had zangrollen bij diverse radiostations, waaronder diverse operettes bij de Bayerischer Rundfunk. Haar open, onverbloemde karakter bracht haar ook op cabaretpodia, waaronder bij Die Insulaner van Günter Neumann. Haar speelfilmdebuut had ze in 1948 in een kleine rol in de naoorlogse satire Berliner Ballade, met Gert Fröbe als Otto Normalverbraucher. Naast haar toneel-activiteiten in muzikale komedies en volksstukken werkte ze vanaf de jaren 1950 ook mee in schlagerfilms en komedies. Terwijl ze in films voor langere tijd bijrollen kreeg als rare tante of huishoudster, was ze in operettes, opera's en amusementsuitzendingen op tv de soubrette van dienst. 
In 1972 ontdekte Rainer Werner Fassbinder haar in het Schauspielhaus Bochum. Hij zorgde ervoor dat ze met het drama Angst essen Seele auf haar doorbraak maakte als internationaal gewaardeerde actrice. Op het Filmfestival van Cannes van 1974 werd ze algemeen bekend dankzij haar rol als de weduwe en poetsvrouw Emmi, die verliefd werd op een twintig jaar jongere Marokkaan. In hetzelfde jaar werd ze onderscheiden met de Deutscher Filmpreis als beste actrice. Bij het tv-publiek was ze vooral bekend door haar rol van Oma Färber in de serie Drei Damen vom Grill, die werd uitgezonden van 1977 tot 1991.
In 1989 werd Mira voor haar langdurige en voortreffelijke werk bij de Duitse film gehuldigd met de Filmband in Gold. In 1998 gaf ze tijdens het jubileumgala ter gelegenheid van het 50-jarig bestaan van de Berlijnse Komische Oper een geweldig optreden. Aan het eind van de jaren 1990 ging ze op hoge leeftijd met Evelyn Künneke en Helen Vita op tournee met het stuk Drei alten Schachteln, dat onverwachts werd beëindigd door het overlijden van Helen Vita (2001). Kort daarna overleed ook Evelyn Künneke. Mira, die tien jaar ouder was dan haar overleden collega's, stelde daarna een eigen soloprogramma samen, waarmee ze onder meer optrad in het Theater Madame Lothár in Bremen. Daar nam ze in juni 2002 ook deel aan een galashow ter gelegenheid van het tienjarig theaterjubileum.
Brigitte Mira symboliseerde zoals geen andere acteur, het oude West-Berlijn, net als Günter Pfitzmann en Harald Juhnke, die samen met haar ook in Drei Damen vom Grill speelden.

## Privéleven en overlijden
Brigitte Mira was vijf maal getrouwd, de eerste keer met de acteur Peter Schütte in 1940, de tweede keer met de leidinggevende Paul Cornelis. De derde keer was met de reporter Reinhold Tabatt en de vierde keer met een ingenieur. In 1974 trouwde ze voor de vijfde keer met de regisseur Frank Guerente, met wie ze tot zijn dood in 1983 getrouwd bleef. Haar beide zonen Thomas en Robert waren uit het derde huwelijk met Reinhold Tabatt.
Brigitte Mira overleed op 16 maart 2005 in de leeftijd van 94 jaar aan de langdurige gevolgen van een flauwte. Ze werd bijgezet op de Luisenfriedhof in Berlijn-Westend. De grafplaats behoort tot de eregraven van de stad Berlijn.

## Onderscheidingen
- 1974: Deutscher Filmpreis voor haar representerende prestatie in Angst essen Seele auf
- 1981: Verdienstkreuz Erster Klasse van de bondsrepubliek Duitsland
- 1989: Filmband in Gold voor haar langjarig en voortreffelijke werk in de Duitse film
- 1992: Bambi
- 1995: Großes Verdienstkreuz
- 1996: Verdienstorden van het Landes Berlijn
- 1999: Silbernes Blatt van de Dramatiker Union
- 2000: Goldene Kamera voor haar levenswerk
- 2003: Goldener Wuschel van Brisant voor haar levenswerk
- 2005: Berliner Bär (B.Z.-cultuurprijs) voor haar levenswerk
- 2012: Ster op de Boulevard der Stars in Berlijn

## Filmografie
- 1943: Liese und Miese (propagandistische Wochenschau-korte filmen)
- 1948: Berliner Ballade
- 1957: Und abends in die Scala
- 1958: Wehe, wenn sie losgelassen
- 1958: Der Stern von Santa Clara
- 1958: So ein Millionär hat’s schwer
- 1959: Schlag auf Schlag
- 1959: Du bist wunderbar
- 1960: Im Namen einer Mutter
- 1961: Die Marquise von Arcis
- 1962: Ich kann nicht länger schweigen
- 1962: Jedermannstraße 11
- 1962: Bubusch
- 1962: So toll wie anno dazumal
- 1963: Sie schreiben mit - Fortsetzung folgt ... (televisieserie)
- 1963: Jack und Jenny
- 1964: Abenteuerliche Geschichten - Das Pilzgericht
- 1965: Unser Pauker (tv-serie, 20 afleveringen)
- 1966: Wilhelmina (tv-serie, 6 afleveringen)
- 1966: Wie lernt man Reisen?
- 1966: Bei Pfeiffers ist Ball
- 1968: Der Partyphotograph
- 1970: Das Stundenhotel von St. Pauli
- 1970: Drüben bei Lehmanns
- 1971: Zwanzig Mädchen und die Pauker: Heute steht die Penne kopf
- 1971: Wir hau’n den Hauswirt in die Pfanne
- 1972: Der Fall Opa
- 1972/1973: Acht Stunden sind kein Tag
- 1973: Die Zärtlichkeit der Wölfe (Ulli Lommel) (tv-serie)
- 1973: Sechs unter Millionen (tv-serie, 13 afleveringen)
- 1974: 1 Berlin-Harlem
- 1974: Angst essen Seele auf (Rainer Werner Fassbinder)
- 1974: Ehrenhäuptling der Watubas
- 1974: Jeder für sich und Gott gegen alle (Werner Herzog)
- 1975: Wie ein Vogel auf dem Draht
- 1975: Angst vor der Angst (Rainer Werner Fassbinder)
- 1975: Faustrecht der Freiheit (Rainer Werner Fassbinder)
- 1975: Mutter Küsters' Fahrt zum Himmel (Rainer Werner Fassbinder)
- 1975: Der Geheimnisträger
- 1976: Jeder stirbt für sich allein (Alfred Vohrer)
- 1976: Satansbraten (Rainer Werner Fassbinder)
- 1976: Chinesisches Roulette (Rainer Werner Fassbinder)
- 1976: Anita Drögemöller und die Ruhe an der Ruhr
- 1976: Die Unternehmungen des Herrn Hans
- 1977: Adolf und Marlene
- 1977: MS Franziska (tv-serie, een aflevering)
- 1976–1991: Drei Damen vom Grill (tv-serie)
- 1978: Die Frau gegenüber
- 1979: Fabian
- 1979: Leute wie du und ich (tv-serie)
- 1979: Derrick – Ein Todesengel
- 1979: Die Protokolle des Herrn M. – Schlesier-Grete (tv-serie)
- 1979-1987: Locker vom Hocker (comedyserie, 20 afleveringen)
- 1980: Fabian
- 1980: Primel macht ihr Haus verrückt
- 1980: Berlin Alexanderplatz (Rainer Werner Fassbinder) (tv-serie)
- 1980: 101 Dalmatiërs (nieuwe synchronisatie)
- 1980: Lili Marleen (Rainer Werner Fassbinder)
- 1981: Nach Mitternacht
- 1981: Primel macht ihr Haus verrückt
- 1981: Cap und Capper (animatie met synchroonstem)
- 1981: Kein Reihenhaus für Robin Hood
- 1982: Ab in den Süden
- 1982: Trouble im Penthouse
- 1982: Kamikaze 1989
- 1982: Zwei Tote im Sender und Don Carlos im PoGl
- 1982: Die Krimistunde - Verwirrung (televisieserie)
- 1982: Die Murmel
- 1982: Leben im Winter
- 1982: Drei gegen Hollywood
- 1983: Die wilden Fünfziger
- 1983: Der Tod kommt durch die Tür
- 1983: Geschichten aus der Heimat - Das Silvesterbaby (televisieserie)
- 1983: Das Traumschiff - Kenia (televisieserie)
- 1984: Sigi, der Straßenfeger
- 1985: Einmal Ku’damm und zurück
- 1986: Wenn der Wind weht (animatie met sprekerstem)
- 1986: Was zu beweisen war
- 1986: Vicky und Nicky
- 1986: Der Schwarzwald (korte film)
- 1986: Die Krimistunde - Glückwunschkonzert (televisieserie)
- 1986: Unternehmen Köpenick (tv-serie)
- 1986: Tödliche Liebe
- 1986–1991: Die Wicherts von nebenan (tv-serie)
- 1988: Im Schatten der Angst
- 1989: Derrick - Die blaue Rose
- 1990: Rosamunde
- 1989: Spreepiraten
- 1990: Praxis Bülowbogen – Unerwartete Begegnungen
- 1991: Eine Dame mit Herz - teils bitter, teils süß
- 1991: Mörderische Entscheidung
- 1991: Gesucht wird Ricki Forster
- 1992: Gute Zeiten, schlechte Zeiten (gastrol)
- 1993: Die Spur führt ins Verderben
- 1993: Der Showmaster
- 1993: Klippen des Todes
- 1994: Cafe Scandal
- 1995: Kanzlei Bürger (televisieserie)
- 1995: Glück auf Raten (televisiefilm)
- 1996: Willi und die Windzors
- 1999: Großstadtrevier – Abrakadabra (seizoen 13, aflevering 5)
- 1999: Dr. Sommerfeld – Neues vom Bülowbogen – Der Traum vom Süden
- 1999: Der Clown – Mayday
- 2000: Streit um drei
- 2000: Ein lasterhaftes Pärchen
- 2000: Für mich gab's nur noch Fassbender
- 2001: Aszendent Liebe
- 2002: Angst isst Seele auf (korte film)
- 2004: War'n Sie schon mal in mich verliebt?, documentairefilm van Douglas Wolfsperger
- 2004: In aller Freundschaft – Vergesslichkeiten

## Theater
- 1948: David Kalisch: 100000 Taler (dienstmeisje) – Regie: Walter Gross (Theater am Schiffbauerdamm Berlijn)

## Hoorspelen
- 1955: Walter Niebuhr: Der echte Eckensteher. Ein Einakter um das Berliner Original Nante (Köchin) – regie: Hans Henjes (RB)
- 1957: Henry Jessen, Hans Weigel: Herr Knigge beschwert sich – compositie: Franz Ort (RB)
- 1963: Horst Pillau: Ein Volk sieht fern oder Der Tod spielt rechtsaußen. Ein frei erfundener Tatsachenbericht über die Ereignisse rund um ein Kriminalfernsehspiel – regie: Günther Schwerkolt (SDR / SFB)
- 1979: Dorothea Macheiner: Reviere – regie: Hans Bernd Müller (SFB)
- 1983: Werner E. Hintz: Die Töchter der Madame Dutitre. Damals war’s – Geschichten aus dem alten Berlin (Madame Dutitre) (verhaal Nr. 36 in 10 afleveringen) – regie: Horst Kintscher (RIAS Berlin)
- 1986: Ursula Drews [gebaseerd op een idee van Werner E. Hintz]: Fünf Müllers und eine Million. Damals war’s – Geschichten aus dem alten Berlin (Frau Babette Dröhmer, buurvrouw) (verhaal Nr. 39 in 8 afleveringen) – regie: Horst Kintscher (RIAS Berlin)
- 2003: Michael Ebmeyer: Henry Silber geht zu Ende (Brigitte Guarente) – regie: Paul Plamper, Nils Kacirek (WDR)

- Bibsys: 90854734
- Biblioteca Nacional de España: XX4853400
- Bibliothèque nationale de France: cb14476662h (data)
- Gemeinsame Normdatei: 118843540
- International Standard Name Identifier: 0000 0000 8395 7043
- Library of Congress Control Number: n90655587
- MusicBrainz: 5e17017e-0555-4b52-b6a8-93bf1c3986e2
- Nationale Bibliotheek van Tsjechië: pna2004259202
- Nationale Bibliotheek van Israël: 987007449843605171
- Nationale Bibliotheek van Polen: a0000002790525
- Nederlandse Thesaurus van Auteursnamen: 125446195
- Réseau des bibliothèques de Suisse occidentale: 02-A022731052
- Système universitaire de documentation: 08526637X
- Virtual International Authority File: 76540486
- WorldCat: E39PBJqQBJKgWjtRMjvcQmR9Xd